# Cantone di Toucy
Il Cantone di Toucy era una divisione amministrativa dell'arrondissement di Auxerre.
È stato soppresso a seguito della riforma complessiva dei cantoni del 2014, che è entrata in vigore con le elezioni dipartimentali del 2015.
Comprendeva i comuni di:
- Beauvoir
- Diges
- Dracy
- Égleny
- Fontaines
- Lalande
- Leugny
- Levis
- Lindry
- Moulins-sur-Ouanne
- Parly
- Pourrain
- Toucy
- Villiers-Saint-Benoît